# East Africa Command
East Africa Command was een commando van de British Army.

## Geschiedenis
De East Africa Command werd in september 1941 gevormd door generaal William Platt en omvatte Noordoost-Afrika, Oost-Afrika en Brits Centraal-Afrika. De East Africa Command was in wezen een uitbreiding van de East Africa Force. Het richtte zijn eigen inlichtingendienst op tijdens de Mau Mau-opstand in 1952. Het werd in 1964 ontbonden en werd vervangen door de British Land Forces in Kenia.

## Bevelhebbers
De General Officers Commanding-in-Chief (bevelhebbers) van de East Africa Command waren:
- 1941 - 1945 luitenant-generaal William Platt
- 1945 - 1946 luitenant-generaal Kenneth Arthur Noel Anderson
- 1946 - 1948 generaal-majoor William Alfred Dimoline
- 1948 - 1951 luitenant-generaal Arthur Dowler
- 1951 - 1953 luitenant-generaal Alexander Cameron
- 1953 - 1955 luitenant-generaal George Erskine
- 1955 - 1957 luitenant-generaal Gerald Lathbury
- 1957 - 1960 generaal-majoor Nigel Tapp
- 1960 - 1963 generaal-majoor Richard Elton Goodwin
- 1963 - 1964 generaal-majoor Ian Freeland